# Michał Alojzy Sawicki
Michał Alojzy Sawicki herbu Lubicz – mostowniczy wileński w 1731 roku, budowniczy wileński w 1731 roku, łowczy Wielkiego Księstwa Litewskiego w 1731 roku, pisarz ziemski wileński w  latach 1723–1731, derewniczy wileński w latach 1713–1731, horodniczy wileński w latach 1713–1726, cześnik wołkowyski w 1707 roku, dyrektor wileńskiego sejmiku trybunalskiego w 1724 roku.
Był posłem na sejm 1724 roku z województwa wileńskiego. Był posłem na sejm 1729 roku z powiatu kowieńskiego.